# Besko
Besko (ukr. Босько) – wieś nad Wisłokiem położona w województwie podkarpackim, w powiecie sanockim, w gminie Besko; siedziba gminy Besko.
W 2021 roku miejscowość zamieszkiwały 4050 osoby.

## Położenie
Wieś położona jest na pograniczu Beskidu Niskiego oraz Dołów Jasielsko-Sanockich przy linii kolejowej Jasło – Krosno – Sanok – Zagórz. Rzeka Wisłok płynąca przez Besko między pasmami Wzgórz Rymanowskich tworzy przełom.

## Części wsi
| SIMC    | Nazwa      | Rodzaj    |
| ------- | ---------- | --------- |
| 0344580 | Góry       | część wsi |
| 0344596 | Grabień    | część wsi |
| 0344604 | Poręby     | część wsi |
| 0344610 | Sucha Wieś | część wsi |
| 0344627 | Wola       | część wsi |
| 0344633 | Zakącie    | część wsi |
| 0344640 | Zapowiedź  | część wsi |

## Historia
Pierwsze ślady osadnictwa na tych ziemiach przypadają na okres kultury łużyckiej, a zgromadzone zabytki archeologiczne datowane są w czasie na rok 400 p.n.e. Od wczesnego średniowiecza teren Beska zamieszkany był przez ludność ruską i polską.
Od roku 1434 ziemie, gdzie znajduje się Besko, jak i okolice należały do ziemi sanockiej, województwa ruskiego.
Nazwa Besko pochodzi od starosłowiańskiego bośko = bocian.
Besko wymieniane jest po raz pierwszy w źródłach pisanych w 1419 roku. Wtedy to przez wieś przejeżdżał król Władysław Jagiełło, który wystawił tu jeden z dokumentów. Świadczyć to może, że monarcha zatrzymał się w osadzie, która była własnością królewską (starostwo niegrodowe). Wspomniany dokument potwierdza istnienie miejscowości o nazwie Besko. W Besku w latach 1425, 1426 i 1433 odbywał swe posiedzenia sąd sanocki pod przewodnictwem starosty z udziałem ziemian, a w roku 1459 odbył się tu sąd rozjemczy z udziałem kasztelana sanockiego.
W 1446 roku funkcjonował we wsi jeden z czterech folwarków starostwa sanockiego, które znajdowały się także w innych wsiach prawa ruskiego: Kostarowce, Ulucz, Olchowce. O tej trasie, którą podróżował Jagiełło zapisano w przywileju dotyczącym wsi Sanoczka z 1426 r., gdzie wymienia się łąkę Tuchorza, położoną między drogą publiczną, wiodącą z Sanoka do Beska, a rzeczką Sanoczkiem. O królewskości nie tylko drogi ale tych terenów świadczy dokument z 1504 roku, kiedy to król Aleksander Jagiellończyk zapisał m.in. Sanok i wsie królewskie: Besko, Wróblik, Haczów pod zastaw, za pożyczone pieniądze (2300 zł) od Jana z Tarnowa - wojewody ruskiego. Wielkość obszaru Beska podkreśla dokument o dziale granicznym z 1518 roku głoszący o kopcu granicznym nad potokiem Milcza, w miejscu gdzie schodziły się wówczas granice wsi Wróblika, Ladzina i Beska. Besko w tych czasach obejmowało nawet tereny Milczy. Inwentarz z 1558 roku wspominający o barciach - mieszkańcach Beska w lasach Smereczyna i Milczy (którzy opłacali roczny czynsz za utracone posiadłości przed wskazanym rokiem wycięcia boru), dokumentuje bardziej te odległe od dzisiejszych granice miejscowości. Lustracja z 1565 r. wymienia „stawek we wsi Besko przy gościńcu, które od Beska wsi ku Zarszynu jeżdżą” i wspomina również o wybieraniu myta w tej wsi.
W Besku w 1523 r., prócz służków, było sześćdziesięciu dziewięciu laborantes - czyli zobowiązanych do pracy w określonym wymiarze na folwarku.
W roku 1523 wieś lokowano na prawie ruskim „Besko utitur iure Ruthenico” - używa prawa ruskiego. W 1526/27 w wykazie dochodów starostwa sanockiego „ville ad Besko pertinentes sunt duodecim” (wsi do Beska przynależnych jest dwanaście) i wymienione Besko, Wróblik (Królewski), Odrzechowa, Haczów, Surowica, Iskrzynie, Białobrzegi, Głowienka. Suchodół. Powyższe fakty przemawiają za tym, iż Besko, siedziba tenuty, było także w XV i XVI wieku ważnym ośrodkiem administracyjno-gospodarczym w tej części starostwa sanockiego, a ta jego funkcja być może sięga czasów przynależności ziemi sanockiej do Rusi.
Wieś królewska  położona na przełomie XVI i XVII wieku w ziemi sanockiej województwa ruskiego, w drugiej połowie XVII wieku należała do tenuty Besko starostwa sanockiego.
W roku 1590, Jan Jędrzejowski - dziedzic wsi Potok pod Krosnem, był arendarzem klucza beskiego podpisał umowę o arendę części Zarszyna, Przedmieścia i Długiego, z Janem z Zabawy Zabawskim, synem Mikołaja i Anny Pieniążkówny, dziedziczki Zarszyna. 
W 1602 roku staraniem Jerzego Mniszcha wojewody sandomierskiego wyodrębniono tzw. tenutę (dzierżawę) krośnieńską. Odtąd dobra starostwa sanockiego obejmowały razem z tenutą beską tylko kilkanaście osad w bliskiej okolicy miasta i zamku sanockiego. W 1665 roku w Besku przy drodze królewskiej była „karczma w tej wsi z mytem i mostowym”.
Po zajęciu Beska w 1772 r. przez władze austriackie, Mniszech zamienił posiadłości, z wyjątkiem Sanoka i zamku, za dobra dziedziczne Szumina. Od roku 1772 należało do powiatu sanockiego w zaborze austriackim. 
W wydanym po raz pierwszy w 1786 r. dziełku pt. „Geografia (...) Galicyi i Lodomeryi” jego autor, Ewaryst Andrzej Kuropatnicki, tak krótko opisał Besko: Wieś z obszerną włością, w urodzajne grunta i łąki rozległe obfita; dziedziczna JP. Adama Urbańskiego.
W połowie XIX wieku właścicielem posiadłości tabularnej w Besku z Porębą był Józef Kłopotowski. Wyruszający do boju powstańcy styczniowi ufundowali dla tego kościoła w Besku obraz Matki Boskiej Różańcowej w 1863 r. W 1884 roku poprowadzono przez Besko linię kolejową. W 1880 roku Besko było własnością Banku Galicyjskiego a od roku 1918 należało do powiatu sanockiego, w województwie lwowskim.
Gmina Besko zakupiła po niskiej cenie las w Głębokiem, naprzeciwko kopalni nafty po wschodniej stronie Głębokiego Potoku aż po wierzchołek "Horbek" od Tadeusza Poźniaka, dziedzica Głębokiego, który potrzebował pieniędzy na wystawne życie.
Na początku XX wieku obszar dóbr książąt Czartoryskich we wsi wynosił 984 ha.

### I wojna światowa
Od 8 do 10 maja 1915 Besko było miejscem krwawych walk oddziałów wojennych. Rzeka Wisłok w górnym biegu na odcinku od Odrzechowej do Beska stanowiła linię oporu wojsk rosyjskich (m.in. kozaków dońskich) przed nacierającymi od zachodu pułkami austriacko-niemieckimi. W nocy z 9 na 10 maja pułki bośniackie usiłowały kilkakrotnie sforsować Wisłok w Besku, w miejscu gdzie rzeka płynie głębokim jarem.

## II Rzeczpospolita
Na pamiątkę dokonanej w latach 1928-1935 komasacji i melioracji gruntów oraz obwałowania rzeki Wisłok w Besku został
usypany kopiec, ukończony w 1937.

### II wojna światowa
Wkroczenie Niemców do Beska 9 września 1939 roku wywołało radość u nacjonalistycznie nastawionej części ludności ukraińskiej. Najeźdźcom Polski Ukraińcy zgotowali serdeczne powitanie: przygotowano bramy powitalne, rozlegały się strzały na wiwat, a także bito triumfalnie w dzwony cerkwi greckokatolickiej. Niemcy powitanie ukraińskie zrozumieli opacznie, jako sygnał do ataku na nich i rozpoczęli ostrzeliwanie wsi. Nazajutrz, oddziały niemieckie rozpoczęły pacyfikację wsi (z powodu oskarżeń o sabotaż i wrogi stosunek do Niemców), zabijając i mordując miejscową ludność. Żołnierze niemieccy jeździli po wiosce na motocyklach i wrzucali do domu granaty: 40 zabudowań wsi spłonęło. 20 lub 21 mężczyzn w wieku od 20 do 40 lat zebrali żołnierze Wehrmachtu i rozstrzelali na szosie z Krosna do Sanoka, zwłoki ich zostały rozjechane czołgiem i zakopane w pobliskim rowie.
W okresie od 1942 do 1943 wieś znalazła się w kręgu zainteresowań misji badawczej prowadzonej przez sekcję rasową i ludoznawczą Institut für Deutsche Ostarbeit z Krakowa. Badania prowadzono m.in. w Sanoku, Nowotańcu, Mymoniu, Besku i Czerteżu.
We wrześniu 1944, podczas operacji dukielskiej, koło Beska toczyły się ciężkie walki pomiędzy niemieckimi 96 i 68 Dywizjami Piechoty XXIV Korpusu Pancernego a radzieckim 67 Korpusem Piechoty oraz 167 i 129 Korpusem Strzelców 107 Dywizji Piechoty, nacierającymi od wschodu. 17 września 1944 Besko zostało zajęte przez oddziały 2 Czechosłowackiej Brygady Desantowej.
Do roku 1946 wieś posiadała dwie parafie w obrządku wschodnim i łacińskim. Po 1944 roku ludność ukraińska została przesiedlona na Ukrainę. W latach 1954–1972 wieś należała i była siedzibą władz gromady Besko. W latach 1975–1998 miejscowość administracyjnie należała do województwa krośnieńskiego.
Benedykt Gajewski stworzył publikację pt. Besko. Wieś nad Wisłokiem (1996).
We wrześniu 2007 Besko i Koškovce na Słowacji podpisały umowę o współpracy kulturalno-oświatowej.

## Związki wyznaniowe
Parafia prawosławna w Besku ustanowiona została przywilejem króla Zygmunta III z datą 19 marca 1595, lecz cerkiew mogła tu istnieć długo przed rokiem 1540. Po przyjęciu postanowień unii brzeskiej do parafii greckokatolickiej w Besku należały Besko, Haczów, Jasionów, Wzdów, Trześniów, Zmiennica i Buków. Budynek cerkwi zniszczono prawdopodobnie po roku 1947.
Król Zygmunt III Waza w 1594 założył w Besku jako w swoich włościach, parafię rzymskokatolicką, dek. sanockiego. Wzniesiono tu kościół, pierwotnie drewniany, pod wezwaniem Podwyższenia Krzyża Świętego, który spłonął w 1605 roku. Obecny wzniesiony na innym miejscu w 1755 roku z fundacji Jerzego Augusta Wandalina Mniszcha (1715–1778), marszałka nadwornego koronnego (w l. 1742 - 1778), kasztelana krakowskiego, starosty sanockiego, do którego należało Besko.

## Zabytki
Lista zabytków znajdujących się w Besku:
- drewniany kościół parafialny pw. Podwyższenia Krzyża Świętego wybudowany w 1755 roku i przebudowany w 1925 roku
- klasycystyczna dzwonnica przykościelna z 1841 r.
- zespół dworski z przełomu XIX/XX wieku obejmujący: oficynę, spichrz, zabudowania gospodarcze, park, ogrodzenie z kapliczką i zegarem słonecznym
- zajazd nr 253 wybudowany w latach 1790-1810
- dom zakonny ss. felicjanek, obejmujący dom nr 467 z 1883 roku, drewniany dom nr 466 z 1936 roku oraz kamienną figurę Matki Boskiej z 1870 roku

Na prawym brzegu Wisłoka znajduje się tartak wodny prawdopodobnie z 1908.

## Ludzie związani z Beskiem
- Grzegorz Milan (ur. 5 lipca 1850, zm. 22 stycznia 1932) – wójt Beska, poseł na Sejm Galicyjski w 1897 i 1901 roku;
- Bartłomiej Fidler (ur. 1865, zm. 1920) – członek PSL, wybrany w 1907 roku do austriackiej Rady Państwa;
- Gustaw Truskolaski (ur. 2 listopada 1870, zm. 4 maja 1934) – generał brygady Wojska Polskiego;
- Józef Orwid właśc. Józef Kotschy (ur. 1891, zm. 1944) – polski aktor charakterystyczny;
- Mikołaj Deńko (ur. 1905, zm. 1991) – doktor filozofii, profesor Seminarium Duchownego w Przemyślu, kanonik Kapituły;
- Zofia Woźna (ur. 31 października 1911, zm. 1984) – polska rzeźbiarka i malarka;
- Stanisław Ziemiański (ur. 7 września 1931) – jezuita, filozof, autor tekstów pieśni religijnych i kompozytor melodii do nich.

## Infrastruktura i transport
Przez Besko przebiegają trasy:
- droga krajowa 28 Zator – Wadowice – Nowy Sącz – Gorlice – Biecz – Jasło – Krosno – Sanok – Przemyśl – Medyka
- linia kolejowa 108 Stróże – Jasło – Krosno – Sanok – Zagórz

## Turystyka
Szlaki piesze:
- Besko – Puławy Górne – Darów – Surowica – Moszczaniec

Szlaki rowerowe:
- Szlak doliną Wisłoka - 35 km. Pętla: Rymanów, Ladzin, Wróblik Królewski, Wróblik Szlachecki, Milcza, Bzianka, Besko, Mymoń, Sieniawa, Bartoszów, Rymanów.